# Comité Olympique et Sportif Algérien
Das Comité Olympique et Sportif Algérien (arabisch اللجنة الأولمبية والرياضية الجزائرية, DMG al-Laǧna al-ūlimbiyya wa-r-riyāḍiyya al-ǧazāʾiriyya; IOC-Code: ALG) ist das Nationale Olympische Komitee, das Algerien vertritt. Es wurde am 18. Oktober 1963 gegründet und am 27. Januar 1964 vom Internationalen Olympischen Komitee anerkannt.

## Geschichte
Am 23. Oktober 1963 wurde Mohand-Amokrane Maouche, Präsident des algerischen Fußballverbandes, von den Mitgliedern des Exekutivrats zum Präsidenten des algerischen Olympischen Komitees gewählt. Das Internationale Olympische Komitee erkannte das algerische Olympische Komitee am 27. Januar 1964 anlässlich der 62. Sitzung während der Olympischen Winterspiele im österreichischen Innsbruck an.